# Bjurbole
Bjurbole — метеорит-хондрит масою 330000 грам.